# Háttalykill inn forni
Háttalykill inn forni ( del nórdico antiguo: Vieja clave de las formas del verso), también conocido simplemente como Háttalykill, es un poema en nórdico antiguo atribuido a Rögnvald Kali Kolsson de las Orcadas y Hallur Þórarinsson en la saga Orkneyinga. El poema sobrevive en las últimas copias manuscritas y escrito principalmente en greppaminni, una forma de preguntas y sus correspondientes respuestas.
El asunto que trata el poema relaciona a un listado de héroes, tanto legendarios como históricos. El estilo es vernacular.